# ساكيس روفاس
أناستاسيوس روفاس (باليونانية: Αναστάσιος Ρουβάς) الشهير بساكيس روفاس (وُلد في 5 يناير 1972 في كورفو) هو ممثل ومغن مؤلف ومصمم أزياء وعارض أزياء ورياضي ورجل أعمال ومذيع يوناني.

## وصلات خارجية
- ساكيس روفاس على موقع IMDb (الإنجليزية)
- ساكيس روفاس على موقع ألو سيني (الفرنسية)
- ساكيس روفاس على موقع ميوزك برينز (الإنجليزية)
- ساكيس روفاس على موقع أول موفي (الإنجليزية)
- ساكيس روفاس على موقع أول ميوزيك (الإنجليزية)
- ساكيس روفاس على موقع ديسكوغز (الإنجليزية)
- ساكيس روفاس على موقع قاعدة بيانات الفيلم (الإنجليزية)
- ساكيس روفاس على موقع كينوبويسك (الروسية)
- مواقع رسمية: Professional, Web TV نسخة محفوظة 8 سبتمبر 2009 على موقع واي باك مشين.
- موقع رسمي بالروسية نسخة محفوظة 22 يونيو 2013 على موقع واي باك مشين.
- http://www.discogs.com/artist/Σάκης+Ρουβάς?anv=Sakis+Rouvas
- ساكيس روفاس في قاعدة بيانات الأفلام على الإنترنت